# Wärmeträgeranlage
Eine Wärmeträgeranlage ist eine Anlage zur Temperierung von Ausrüstungen, Ver- und Bearbeitsgeräten während des Produktionsprozesses.

## Technik
Um Gegenstände und Stoffe während ihres Produktionsprozesses zu erwärmen oder abzukühlen, hat sich in den vergangenen 25 Jahren neben der direkten Temperierung die indirekte Temperierung durchgesetzt. Dies geschieht durch Wärmeträgeranlagen. Während bei der direkten Temperierung durch elektrische Heizelemente oder Flammen erwärmt wird, und für die Kühlung ein zweiter Medienkreislauf installiert werden muss, benötigen Wärmeträgeranlagen nur einen einzigen Zwischenkreislauf, um Erhitzer und Wärmeverbraucher zu verbinden, damit der Wärmeträger (z. B. Thermalöl oder Wasser) zwischen beiden zirkulieren kann.
Wärmeträgeranlagen mit dem Wärmeträgermedium Thermalöl oder Thermoöl, werden oftmals auch als Thermoölanlagen, Thermalölanlagen oder auch Heißölanlagen bezeichnet. Im asiatischen Raum werden diese Anlagen vielfach auch als Dowtherm Heater oder als HTF Boiler geführt.

## Vorteile der Wärmeträgeranlage
- Örtliche Überhitzungen durch unkontrollierte Temperaturspitzen sind ausgeschlossen.
- Es ist eine sehr präzise, reproduzierbare Temperaturführung am Verbraucher realisierbar.
- Es wird nur ein einziger Wärmeträgerkreislauf benötigt, da Wärmeträgeröle im Temperaturbereich von - 40 bis 400 °C einsetzbar sind. Anlagen mit Wasser (Heißwasser) werden im Bereich 5 bis 200 °C eingesetzt. Ein aufwendiges Umschalten sowie eine Medienvermischung beim Wechsel von einem Beheizungszyklus zu einem Kühlzyklus sind somit ausgeschlossen. Gleichzeitig kann der Prozess automatisiert und über ein zentrales Prozessleitsystem geführt werden.
- Der Erhitzer kann zentral (z. B. an einem nicht explosionsgefährdeten Standort) aufgestellt werden, und die Wärme wird über ein verzweigtes Rohrleitungsnetz einzelnen Verbraucher zugeführt.
- Im Vergleich zu Dampfheizungen erfolgt die Wärmeübertragung nahezu drucklos, da viele Wärmeträgeröle bis zu einer Temperatur von 350 °C unter Umgebungsdruck in der Flüssigphase verbleiben.
- Wärmeträgeröl ist nicht korrosiv und ermöglicht daher die Verwendung herkömmlicher Kohlenstoff-Stähle für Rohrleitungen und Behälter bei gleichzeitig extrem langen Standzeiten. Es ist aber zu beachten, dass die Wärmeübertragungseigenschaften von Wärmeträgerölen im Vergleich zu Wasser nur ungefähr halb so gut sind.